# Decma tristis
Decma tristis är en insektsart som beskrevs av Andrej Vasiljevitj Gorochov och Kang 2005. Decma tristis ingår i släktet Decma och familjen vårtbitare. Inga underarter finns listade i Catalogue of Life.